# Républicanisme fédéraliste
Le républicanisme fédéraliste est une idéologie née dans l'Espagne du XIXe siècle. 
Le mouvement promeut l'idée que la république doit se constituer sous la forme d'associations citoyennes locales et donc encourager la démocratie participative. Le républicanisme fédéraliste promeut la décentralisation qui permet d'éviter la concentration d'un pouvoir. Cette idéologie est le précurseur du cantonalisme de 1873.
Francisco Pi y Margall et son Parti républicain démocratique fédéral incarnent cette importante tendance idéologique de l'Espagne du XIXe siècle.